# Campionati mondiali di tiro 1900
I campionati mondiali di tiro 1900 furono la quarta edizione dei campionati mondiali di tiro e si disputarono a Parigi. Questa edizione fu organizzata dall'ISSF e dalla federazione di tiro francese. La nazione più medagliata fu la Francia. Queste gare furono inserite nel quadro olimpico.

## Risultati

### Uomini

#### Carabina
| Evento                     | Oro                                                                                   | Oro       | Argento                                                                      | Argento   | Bronzo                                                                          | Bronzo    |
| Evento                     | Atleta                                                                                | Risultato | Atleta                                                                       | Risultato | Atleta                                                                          | Risultato |
| 300m 3 posizioni           | Emil Kellenberger                                                                     | 930       | Anders Peter Nielsen                                                         | 921       | Ole Østmo                                                                       | 917       |
| 300m a terra               | Achille Paroche                                                                       | 332       | Anders Peter Nielsen                                                         | 330       | Ole Østmo                                                                       | 329       |
| 300m in ginocchio          | Konrad Stäheli                                                                        | 324       | Emil Kellenberger                                                            | 314       | Anders Peter Nielsen                                                            | 314       |
| 300m in piedi              | Lars Jørgen Madsen                                                                    | 305       | Ole Østmo                                                                    | 299       | Charles Paumier du Verger                                                       | 298       |
| 300m 3 posizioni a squadre | Svizzera Emil Kellenberger Franz Böckli Konrad Stäheli Louis Richardet Alfred Grütter | 4399      | Norvegia Ole Østmo Hellmer Hermandsen Olaf Frydenlund Ole Sæther Tom Seeberg | 4290      | Francia Auguste Cavadini Maurice Lecoq Léon Moreaux Achille Paroche René Thomas | 4278      |

#### Pistola
| Evento        | Oro                                                                              | Oro       | Argento                                                                       | Argento   | Bronzo                                                                                        | Bronzo    |
| Evento        | Atleta                                                                           | Risultato | Atleta                                                                        | Risultato | Atleta                                                                                        | Risultato |
| 50m           | Karl Röderer                                                                     | 503       | Achille Paroche                                                               | 466       | Konrad Stäheli                                                                                | 453       |
| 50m a squadre | Svizzera Karl Röderer Paul Probst Konrad Stäheli Louis Richardet Friedrich Lüthi | 2271      | Francia Louis Duffoy Achille Paroche Maurice Lecoq Léon Moreaux Jules Trinité | 2203      | Paesi Bassi Solko van den Bergh Antonius Bouwens Dirk Boest Gips Henrik Sillem Anthony Sweijs | 1876      |

## Medagliere
Nazione ospitante
| Posiz. | Nazione     | Oro | Argento | Bronzo | Totale |
| ------ | ----------- | --- | ------- | ------ | ------ |
| 1      | Svizzera    | 5   | 1       | 1      | 7      |
| 2      | Danimarca   | 1   | 2       | 1      | 4      |
| 2      | Francia     | 1   | 2       | 1      | 4      |
| 4      | Norvegia    | 0   | 2       | 2      | 4      |
| 5      | Belgio      | 0   | 0       | 1      | 1      |
| 5      | Paesi Bassi | 0   | 0       | 1      | 1      |